# Wittenförden
Wittenförden is een gemeente in de Duitse deelstaat Mecklenburg-Voor-Pommeren, en maakt deel uit van het Landkreis Ludwigslust-Parchim.

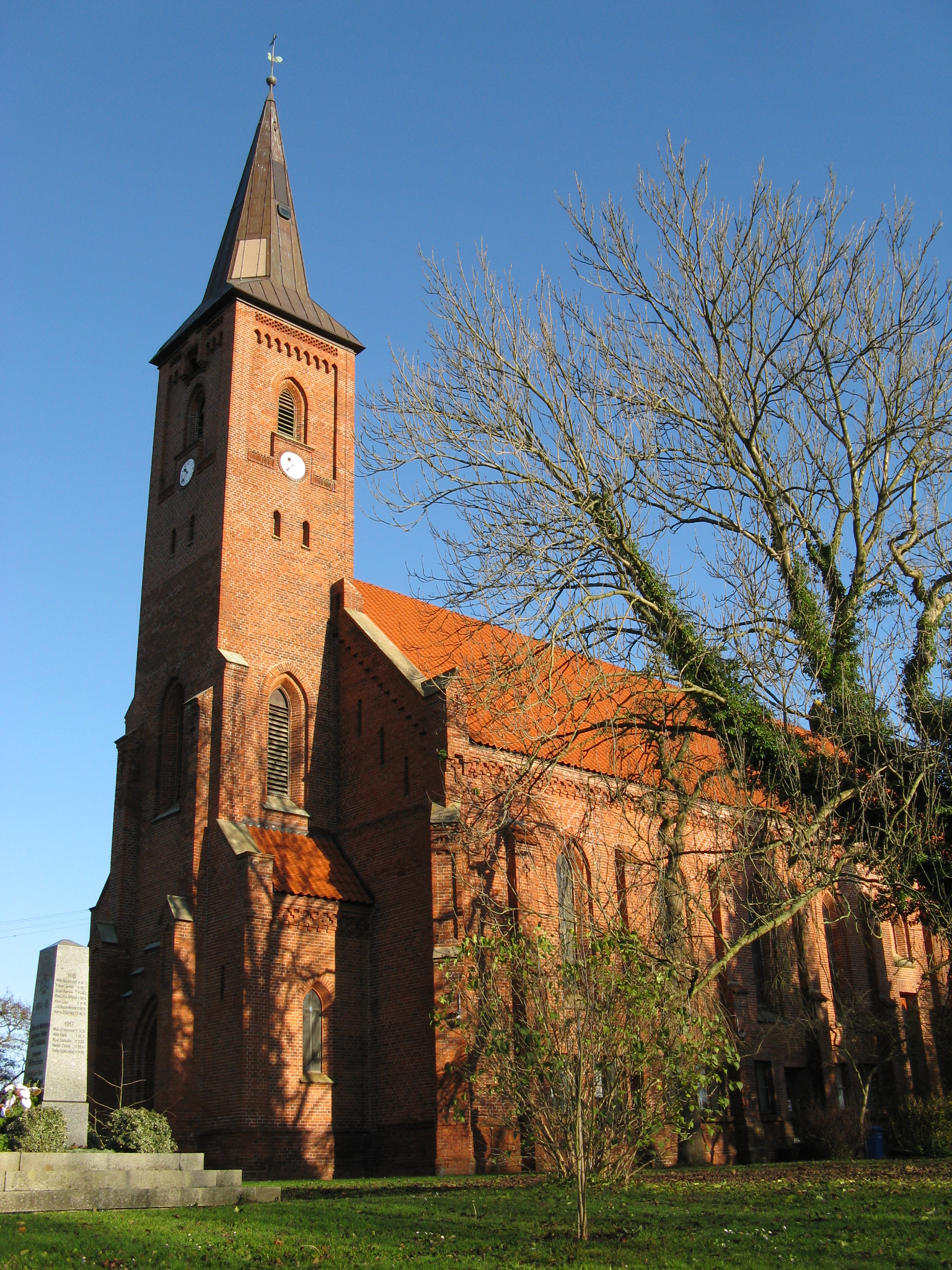
Kerk in Wittenförden

Wittenförden telt 2.511 inwoners.